# Омар (Західна Вірджинія)
Омар (англ. Omar) — переписна місцевість (CDP) в США, в окрузі Лоґан штату Західна Вірджинія. Населення — 416 осіб (2020).

## Географія
Омар розташований за координатами 37°45′28″ пн. ш. 81°59′51″ зх. д. / 37.75778° пн. ш. 81.99750° зх. д. (37.757818, -81.997551).  За даними Бюро перепису населення США в 2010 році переписна місцевість мала площу 2,95 км², з яких 2,91 км² — суходіл та 0,04 км² — водойми.

## Демографія
Згідно з переписом 2010 року, у переписній місцевості мешкали 552 особи в 209 домогосподарствах у складі 162 родин. Густота населення становила 187 осіб/км².  Було 236 помешкань (80/км²).
Расовий склад населення:
| - 92,0 % — білих - 7,4 % — чорних або афроамериканців - 0,2 % — корінних американців |

До двох чи більше рас належало 0,4 %. Частка іспаномовних становила 2,0 % від усіх жителів.
За віковим діапазоном населення розподілялося таким чином: 24,6 % — особи молодші 18 років, 59,8 % — особи у віці 18—64 років, 15,6 % — особи у віці 65 років та старші. Медіана віку мешканця становила 40,6 року. На 100 осіб жіночої статі у переписній місцевості припадало 91,7 чоловіків;  на 100 жінок у віці від 18 років та старших — 92,6 чоловіків також старших 18 років.
Середній дохід на одне домашнє господарство  становив 35 694 долари США (медіана — 27 176), а середній дохід на одну сім'ю — 38 565 доларів (медіана — 28 558). 
Цивільне працевлаштоване населення становило 160 осіб. Основні галузі зайнятості: роздрібна торгівля — 31,3 %, публічна адміністрація — 15,6 %, мистецтво, розваги та відпочинок — 14,4 %, сільське господарство, лісництво, риболовля — 13,8 %.